# Uriya Shavit
Uriya Shavit (hebräisch אוּרִיָּה שָׁבִיט ʾŪrijjah Schavīṭ; * 22. Juni 1975 in Tel-Aviv) ist ein israelischer Autor und Professor für Islamwissenschaften an der Universität Tel Aviv (TAU). Seit 2016 leitet er dort das Institut für Arabistik und Islamwissenschaft und das Graduiertenprogramm für Religionswissenschaft. Seit 2021 ist Shavit einer von zwei Leitern des Shandong-Tel Aviver Instituts für israelische und jüdische Studien und er leitet das Kantor Zentrum für Studien zum zeitgenössischen europäischen Judentum. Shavit spezialisiert sich auf zeitgenössisches islamisches Recht, Theologie, Politik, sowie auf Studien zu muslimischen Minderheiten in der westlichen Welt. In der Vergangenheit arbeitete Shavit als leitender Journalist für Haʾaretz und andere israelische Zeitungen. Shavit ist Autor von Romanen und Kinderbüchern.

## Biografie
Uriya Shavit ist in Tel Aviv geboren und aufgewachsen. Seine Eltern sind die Kulturwissenschaftlerin Zohar Shavit (* 1951) und der Historiker Yaʿacov Shavit (* 1944). Sein jüngerer Bruder Avner (* 1983) ist Schriftsteller. Nach der Schule diente Shavit in einer Elite-Einheit des Militärgeheimdienstes der israelischen Armee. Nach dem Studium der Orientalistik und Islamwissenschaft an der Universität Tel Aviv hat Shavit seine Doktorarbeit mit dem Titel „Arab Regimes between the End of History and the Clash of Civilizations“ (Arabische Regierungssysteme zwischen dem Ende der Geschichte und dem Kampf der Kulturen) verfasst. Die Arbeit wurde 2005 angenommen und von Yosef Kostiner und Eyal Zisser betreut. Seine postdoktorale Forschungsarbeit absolvierte Shavit 2006–2007 an der Universität Frankfurt am Main unter Leitung von Ursula Apitzsch.

## Forschung

### Islam und Demokratie
Shavit forscht zur Entwicklung islamischer Ansichten zu westlicher Demokratie und Liberalismus seit Mitte des 19. Jahrhunderts. Dabei untersucht er Argumente muslimischer Theologen – insbesondere solcher, die mit den Muslimbrüdern in Verbindung stehen. Diese behaupten, dass der Ursprung westlicher Demokratie im Koran und in Begegnungen des Westens mit dem Islam liege, sowie dass es keinen Widerspruch zwischen „positiven“ Elementen liberaler Demokratie und islamischen Normen gebe. Shavits Studien belegen, dass islamistische Denker der Frage ausweichen, wer die höchste Autorität in einer islamistischen Demokratie darstellt: (nicht gewählte) religiöse Gelehrte oder gewählte Volksvertreter? Nach Meinung von Shavit haben islamistische Ideologen dadurch den Weg für eine Theokratie bereitet, die behauptet demokratisch zu sein.

### Islamisches Recht ʿfür muslimische Minderheiten
Shavit gehört zu den Pionieren in der Forschung von islamischem Recht für muslimische Minderheiten (Fiqh al-Aqalliyyat al-Muslima). Seine Recherchen basieren auf der Analyse tausender islamischer Rechtsauskünfte (fatwas), sowie auf Feldstudien in dutzenden von Moscheen in Europa und den Vereinigten Staaten.
Shavit führt an, dass arabisch-sunnitische Rechtsgelehrte seit den 1990er Jahren vordergründlich zwei religionsrechtliche Doktrinen für muslimische Minderheiten entwickelt haben: Die pragmatische Wasatiyya, geleitet vom Ägypter Yusuf al-Qaradawi und verbreitet vom Europäischen Rat für Fatwa und Recherche; und die dogmatische Salafiyya, geleitet von Mitgliedern des saudi-arabischen religiösen Establishments und ihrer Anhänger. Beide Doktrinen legitimieren den permanenten Aufenthalt von Muslimen in Europa mit der Hoffnung, dass diese den Kontinent islamisieren werden. Ironischerweise legitimiert die missionarische Euphorie der Wasatis die Aussetzung von religionsrechtlichen Verboten und befördert die Integration der Muslime in die europäischen Gesellschaften als Mittel, um diese zu islamisieren.
Shavits Feldstudien unterstreichen die Wichtigkeit von maslaha (Schutz der Hauptrechtsgüter im Islam) als religionsrechtlichem Mechanismus in der modernen religiösen Rechtsprechung.
Die Feldstudien in dutzenden von Moscheen in Europa, vor allem in Deutschland, England, Schweden, Frankreich und Island, haben gezeigt, wie flexibel Muslime – auch Salafisten – mit fatwas umgehen. Außerdem konnte Shavit den geringen sozialen Einfluss des Europäischen Rates für Fatwa und Recherche belegen.

### Die Geschichtsschreibung der Muslimbrüder
Shavits Forschung zu den Muslimbrüdern unterstreicht die Vordergründigkeit dreier historiographischer Konzepte in der Werken ihrer Mitglieder und deren Vorliebe zur Weltanschauung des modernistisch-apologetischen Ansatzes, welcher hauptsächlich im Ägypten des späten 19. und frühen 20. Jahrhunderts entwickelt wurde.
- Die Wahrnehmung, dass die Ursprünge der westlichen Renaissance im Zusammentreffen des Westens mit dem Islam liegen.
- Die Wahrnehmung, dass der Western seit dem 19. Jahrhundert einen Kulturkrieg gegen die arabische Welt führt, mit dem Ziel den Glauben der Muslime zu vernichten und dadurch dem Westen ohne militärische Gewalt zur Vorherrschaft über den Nahen Osten zu verhelfen.
- Die Wahrnehmung, dass der Westen sich in einem kontinuierlichen Niedergang befindet, und dass der Islam dessen Hegemonie bald übernehmen wird.

### Zionismus in arabischen Diskursen
Shavit argumentiert, dass sich im arabischen Denken seit Ende des 19. Jahrhunderts eine zweidimensionale Herangehensweise an den Zionismus entwickelt hat. Einerseits wird Zionismus als Feind angesehen und seine Legitimität abgestritten. Andererseits dient er als Vorbild. Shavits Untersuchungen verdeutlichen, dass arabische Islamisten die Errungenschaften des Zionismus kontextualisieren um den Bedarf einer auf Islam basierenden politischen Ordnung für arabische Gesellschaften zu belegen. Arabische Liberale kontextualisieren die Errungenschaften des Zionismus, um damit den Bedarf einer liberalen Revolution zu belegen.
Shavit hat islamische Werke auf Vergleiche zwischen der Vergangenheit und Gegenwart von Juden in Europa mit der von Muslimen untersucht.

### Evolutionstheorie
Als Fallstudie für das übergeordnete Thema der wissenschaftlichen Freiheit im modernen islamischen Denken hat Shavit dessen Konzepte des Darwinismus untersucht. So konnte er belegen, dass frühe modernistisch-apologetische Autoren zu Ende des 19. Jahrhunderts keinen Widerspruch zwischen Evolutionstheorie und Koran gesehen haben. Erst der Einfluss von christlichen amerikanischen Fundamentalisten im späten 20. Jahrhundert hat die islamischen Denker dazu verleitet, Darwinismus abzulehnen und als Häresie und westlichen Exzeptionalismus zu beschreiben.

### Generationswechsel in der Führung der arabischen Welt
Shavit hat die Annahme untersucht, nach der ein Generationswechsel in der politischen Führung von Syrien, Bahrain, Jordanien, Qatar und Marokko im späten 20. Jahrhundert für den „Anbruch einer neuen Epoche“ steht. Anhand einer Analyse von Interviews und Reden argumentiert Shavit, dass die neue Generation trotz einer reformistischen Rhetorik den Status quo vorzieht.

### Theologie der Migration
Gemeinsam mit Galia Sabar hat Shavit theologische Werke, welche Migration mit religiösen Begriffen rechtfertigen, vergleichend untersucht. Er verweist auf Gemeinsamkeiten zwischen der Rechtfertigung von Chabad für die Migration und den permanenten Aufenthalt seiner Führung in New York und der Rechtfertigung zeitgenössischer muslimischer Theologen für die Migration und andauernde Präsenz von Muslimen in Europa und den Vereinigten Staaten.

### Gewalt und politische Legitimität im politischen Islam
Mehrere Forschungsarbeiten Shavits untersuchen Einstellungen zur politischen Gewalt in den Doktrinen der Muslimbrüder und al-Qaidas. Shavit konnte den enormen Einfluss etablierten saudi-arabischen Denkens auf die Entwicklung von Osama Bin Ladens Ideologie und Arbeitsweise belegen. Außerdem zeigt Shavit, wie die Muslimbrüder über das 20. Jahrhundert hinweg mittelalterliche religionsrechtliche Konzepte aufgegriffen haben, welche Gewalt gegen eine islamische politische Autorität nur im äußersten Falle und nur wenn der Erfolg der Revolution von vornherein garantiert ist erlauben.

### Typen der Migration
Shavit hat den Einfluss von modernen Kommunikationstechnologien auf Migration generell und auf muslimische Migranten im Besonderen untersucht. Er behauptet, dass Internet und Satelliten-TV zum ersten Mal in der Geschichte eine Trennung zwischen der territorialen Gemeinschaft und der „eingebildeten“ oder „vorgestellten Gemeinschaft“ („imagined community“) erlauben, und dass dadurch neue Typen von Beziehungen zwischen Migranten und deren Herkunftsländern entstanden sind. Shavit hat den Typus des „passiven Trans-Nationalen“ („passive trans-national“) eingeführt. Dabei handelt es sich um Menschen, die sich – mithilfe moderner Kommunikationstechnologien – intensiv mit ihrem Heimatland auseinandersetzen, ohne dabei physische transnationale Kontakte zu pflegen. Außerdem zeigen Shavits Studien, dass islamische TV-Sender und Internetseiten im Großen und Ganzen daran gescheitert sind, eine „globale eingebildete islamische Nation“ zu erschaffen.

### Scharia und Sport
Shavit hat islamische religionsrechtliche Herangehensweisen an Sport und deren Annahme durch muslimische Athleten im Westen untersucht. Er verweist dabei auf die gegensätzlichen Ansichten von Wasatis und Salafisten zur Legitimität modernen Sports und zeigt, wie in vielen Fällen islamisches Recht flexibler ist als die Regularien von Sportvereinen. Shavits Feldstudien in Deutschlands erstem Fitnessstudio für muslimische Frauen und in muslimischen Fußballmannschaften haben gezeigt, dass ethnische Zugehörigkeiten wichtiger als religiöse sind, wenn es darum geht, Scharia-freundliche Sport-Enklaven zu gründen.

### Der Israel-Palästina-Konflikt
Shavit hat die geläufige Annahme untersucht, nach der die Herangehensweise der Palästinenser an den Konflikt konsequent irrational ist, und nach der die Palästinenser „keine Möglichkeit auslassen, eine Möglichkeit auszulassen“. Shavit lehnt die Annahme ab und schlägt stattdessen vor, dass der Konflikt zwischen Israel und den Palästinensern besonders schwierig zu lösen ist, weil er ein „doppeltes Ungleichgewicht“ aufweist.

### Islam in Island
Shavit hat die Entwicklung von Islam in Island seit den 1970er Jahren analysiert. Die dortige Rivalität dreier Moscheen diente als Fallstudie in mehreren Untersuchungen zur Dynamik muslimischer Gemeinschaften im Westen und warum diese sich spalten.

## Journalismus
Zwischen 1997 und 2008 arbeitete Shavit für mehrere israelische Zeitungen in leitenden Positionen. Er war Redakteur und Experte für internationale Politik bei Haʾaretz, schrieb Kolumnen für die Freitagsausgabe von Haʾaretz, diente als leitender Redakteur für die Wochenendbeilage von Haʾaretz, und als Chefredakteur für die Wochenendausgaben von Maʿariv und Maqor Rischon. Für letztere schrieb er auch politische Kolumnen. Außerdem verfasste Shavit Literaturkritik für die Tageszeitung Jediʿot Acharonot.

## Öffentliches Engagement
Shavit ist ein häufiger Interviewpartner für israelische und internationale Medien zu Themen des Nahen Ostens und des Islams. Seit 2011 organisiert Shavit die Winter-Ringvorlesung an der Universität Tel Aviv, in Kooperation mit den „Freunden der Universität Tel Aviv“. Die Einnahmen aus den Vorlesungen gehen zu Gunsten von Stipendien und sozialen Aktivitäten des jüdisch-arabischen Zusammenlebens.

## Akademische Bücher (englisch)
- The New Imagined Community: Global Media and the Construction of National and Muslim Identities of Migrants (Sussex Academic, 2009): Moderne Kommunikationstechnologien wie Satelliten-TV und Internet haben die Beziehungen von Migranten zu ihren Herkunfts- und Aufnahmeländern verändert. Der erste Teil des Buches – “Imagining Nation States from Afar” – erweitert Benedict Andersons Modell der Nation als „eingebildete Gemeinschaft“. Die Diskussion konzentriert sich auf Wege, mithilfe derer sich Migranten ihre nationalen Herkunftsgesellschaften aus der Ferne einbilden können – fast so als hätten sie ihr Heimatland nie verlassen. Daraus entstehen neue Typen von Migranten, zum Beispiel der „passive trans-Nationale“ („passive trans-national“). Shavits Werk präsentiert einen umfassenden Analyserahmen für die Rolle moderner Kommunikationstechnologien in der Förderung von Beziehungen zwischen Migranten und deren Herkunftsgesellschaften. Im ersten Teil des Buches wird, anhand biographischer Forschung unter Migranten, ein Spektrum von Wahrnehmungen präsentiert, welches Migranten verschiedener nationaler Herkunft von deren Herkunftsgemeinschaften aus der Ferne haben. Der zweite Teil des Buches – „Imagining the Muslim Nation State from Afar“ – enthält eine Untersuchung der Theorie (entwickelt von arabisch-muslimischen Theologen, welche sich den Aufstieg der globalen muslimischen Nation ausmalen), die Muslime im Westen mit speziellen Aufgaben in dieser Nation betraut. Die Theologen und weitere Befürworter der Idee haben schnell die Vorteile moderner Kommunikationstechnologien bei der Förderung ihrer Vorstellung vom globalen Islam erkannt. Shavit führte seine Feldstudie unter religiösen arabischstämmigen Muslimen in Frankfurt am Main durch. Sie zeigt, welche Rolle die Verbreitung globaler muslimischer Medien für die Identitäten muslimischer Migranten spielt. Sie zeigt aber auch, dass diese Rolle begrenzt ist, und dass eine globale, eingebildete Umma bisher nicht entstanden ist und voraussichtlich auch nicht entstehen wird.
- Islamism and the West: From “Cultural Attack” to “Missionary Migrant” (Routledge, 2014): Das Buch analysiert islamistische Konzepte des Westens und historischer westlich-muslimischer Begegnungen. Es erklärt, wie und warum Islamisten die Theorie einer westlichen Kulturattacke gegen den Islam entwickelt haben. Außerdem erklärt das Buch, warum Theorien zum bevorstehenden Untergang des Westens sich im islamistischen Denken im Laufe des 20. und insbesondere zu Beginn des 21. Jahrhunderts vermehrt haben.
- Shari‘a and Muslim Minorities: The Wasati and Salafi Approaches to Fiqh al-Aqalliyyat al-Muslima (Oxford University Press, 2015): Basierend auf der Analyse hunderter religionsrechtlicher Abhandlungen und Fatwas bietet dieses Buch die bisher systematischste und umfassendste Studie von Fiqh al Aqalliyyat al-Muslima, dem Bereich islamischer Rechtsprechung, welcher sich mit speziellen Angelegenheiten von Muslimen in mehrheitlich nicht-muslimischen Gesellschaften befasst. Shavit argumentiert in dem Buch, dass zwei konkurrierende Herangehensweisen zu Fiqh al Aqalliyyat al-Muslima – teils dialektisch – entstanden sind: die der Wasatis und die der Salafisten. Beide gehen von einer bevorstehenden Islamisierung des Westens als hauptsächlicher Rechtfertigung für den ständigen Aufenthalt von Muslimen im Westen aus. Der Ansatz der Wasatis geht dabei pragmatisch, unterstützend und auf Integration bedacht vor. Salafisten verlangen die strikte Anwendung islamischer Vorschriften sowie Introvertiertheit. Shavit erforscht verschiedene hoch-kontroverse religionsrechtliche Probleme, zum Beispiel die Zulässigkeit für Muslime, die Staatsbürgerschaft nicht-muslimischer Länder anzunehmen, an deren Wahlen teilzuhaben und in deren Polizei oder Militär zu dienen; dazu die Zulässigkeit, zinsbasierte Kredite für den Hauskauf oder das Studium aufzunehmen; die Zulässigkeit, Christen zu Weihnachten zu gratulieren oder auf der Arbeit einen Weihnachtsbonus zu erhalten; und die Zulässigkeit in Berufen zu arbeiten, in denen religionsrechtliche Konflikte auftreten, zum Beispiel Schweinefleisch zu servieren. Die Diskussion unterstreicht die Vielfalt zeitgenössischer islamischer Rechtsprechung und präsentiert Nuancen für kontroverse Themen wie Missionierung, Integration und Multikulturalismus.
- Zionism in Arab Discourses (Manchester University Press, 2016): Hierbei handelt es sich um eine bahnbrechende Studie zum arabisch-israelischen Konflikt. Das Buch beinhaltet eine Übersicht und Analyse hunderter Texte, welche von Islamisten und arabischen Liberalen zwischen dem Ende des 19. Jahrhunderts bis zum „Arabischen Frühling“ geschrieben wurden. Es präsentiert die wegweisende These, nach der arabische Islamisten und Liberale einen dualen Ansatz zum zionistischen Projekt entwickelt haben. Sie verstehen es sowohl als Feind, wie auch als Quelle für Inspiration. Shavit hat dieses Buch zusammen mit Ofir Winter geschrieben.
- Scientific and Political Freedom in Islam: A Critical Reading of the Modernist-Apologetic School (Routledge, 2017): Der modernistisch-apologetische Ansatz zur Beziehung zwischen Offenbarung, Wissenschaft und Politik ist seit über einem Jahrhundert ein zentraler Bestandteil arabischer Diskurse über die Zukunft muslimischer Gesellschaften. Er beinhaltet historische und theologische Narrative und Interpretationsmechanismen, welche Vernunft und Freiheit mit islamischen Begriffen kontextualisieren und argumentiert, dass, im Gegensatz zum Christentum, muslimische Gesellschaften technologisch und politisch fortschrittlich sein können, ohne dabei auf die Offenbarung als allumfassenden, rechtlich bindenden Leitfaden zu verzichten. Shavit untersucht die Kohärenz und Beständigkeit modernistisch-apologetischer Gelehrter mithilfe einer Diskussion ihrer generellen Abhandlungen zu Vernunft und Freiheit, gefolgt von einer Diskussion ihrer Kommentare zu speziellen wissenschaftlichen und politischen Fragen im Lichte ihrer generellen Abhandlungen. Die wissenschaftlichen Themen umfassen Darwins Evolutionstheorie, die allgemeine Gültigkeit der „biblischen Flut“, das heliozentrische Modell, die Theorie des Urknalls und Psychoanalyse. Zu den politischen Themen gehören die bevorzugte islamische Regierungsform, das Konzept partizipatorischer Politik und individuelle Freiheiten. Shavit argumentiert in dem Buch, dass der modernistisch-apologetische Ansatz großes Potenzial zur Liberalisierung hat, aber auch inhärente Beschränkungen und Widersprüche aufweist, zum Beispiel zur Beziehung von Offenbarung und Freiheit.[1][2]

## Akademische Bücher (hebräisch)
- Anbruch einer alten Epoche (Keter, 2003): Das Buch setzt sich kritisch mit der Annahme auseinander, die zur Jahrtausendwende in westlichen Medien geäußert wurde und nach der eine junge Generation arabischer Staatsführer, gepaart mit modernen Kommunikationstechnologien, zur Demokratisierung des Nahen Ostens führen wird.
- Kriege der Demokratie: Der Western und die Araber vom Kollaps des Kommunismus bis zum Irak-Krieg (Dayan Center, 2008): Dieses Buch, welches zum Teil auf Shavits Doktorarbeit basiert, analysiert die Polemik der Gültigkeit liberaler Demokratie in arabischen Gesellschaften vom Beginn des 19. Jahrhunderts bis zum Golfkrieg. Der Fokus liegt auf anti-liberalen Diskursen, welche in Saudi-Arabien und Syrien nach dem Kollaps des Kommunismus in Osteuropa zutage getreten sind.
- Untergang des Westens, Aufstieg des Islam? Ausführungen zur Zukunft der Zivilisation (HaKibbutz HaMeʾuchad, 2010): Bei diesem Buch handelt es sich um einen Sammelband, der sich mit arabischen Werken über den bevorstehenden Untergang des Westens auseinandersetzt.
- Mein Feind, mein Lehrer: Zionismus und Israel in den Doktrinen von Islamisten und arabischen Liberalen (HaKibbutz HaMeʾuchad, 2013): Hierbei handelt es sich um die hebräische Version von Zionism in Arab Discourses.

## Ausgewählten Publikationen (englisch)
- Al Qaedaʼs Saudi Roots, Middle East Quarterly, 13:4 (Herbst 2006), pp. 3-13.
- The Arab Road to Democracy, Azure, No. 26 (Herbst 2006), pp. 30-62.
- Should Muslims Integrate into the West? Middle East Quarterly 14:4 (Herbst 2007), pp. 13-21.
- Old Fears, New Threats, Azure, No. 30 (Herbst 2007), pp. 64-88.
- Sheikh Google: The Role of Advanced Media Technologies in Constructing the Identity of Muslim-Arab Germans, in Jose Brunner und Shai Lavi (Hrsg.), Tel Aviver Jahrbuch für Deutsche Geschichte 37 Juden und Muslime in Deutschland (München: Wallstein Verlag), pp. 255-272.
- Muslim Strategies to Convert Western Christians, Middle East Quarterly, 16:2 (Frühjahr 2009), pp. 3-14. Mit Frederic Wiesenbach.
- Is Shura a Muslim Form of Democracy? Roots and Systemization of a Polemic, Middle Eastern Studies, 46:3 (Mai 2010), pp. 349-374.
- Warum sind sie so? Die Ideologie islamischer Fundamentalisten, in Thomas Kunze und Wolfgang Maier (Hrsg.), Einundzwanzig: Jahrhundertchancen – Jahrhundertgefahren (Berlin: Verlag Finckenstein & Salmuth), S. 178–187.
- Sports in Contemporary Islamic Law, Islamic Law and Society, 18:2 (Frühjahr 2011), pp. 250-280. Mit Ofir Winter.
- The Muslim Brotherhoodʼs Idea of Democracy, Azure 45 (Herbst 2011), pp. 29- 51.
- An 'Integrating Enclave': The Case of Al-Hayat, Germanyʼs First Islamic Fitness Center for Women in Cologne, Journal of Muslim Minority Affairs, 32:1 (April 2012), pp. 47-61. Mit Frederic Wiesenbach.
- The Wasati and Salafi Approaches to the Religious Law of Muslim Minorities, Islamic Law and Society, 20:4 (November 2012), pp. 416-457.
- The Polemic on al-wala' wal-bara' (Loyalty and Disavowal): Crystallization and Refutation of an Islamic Concept,” Journal of South Asian and Middle Eastern Studies, 36:3 (Frühjahr 2013), pp. 24-49.
- Muslim Identity in Europe and Israel: Outline for a Comparative Research, in Eli Rekhess und Arik Rudnitzki (Hrsg.), Muslim Minorities in non-Muslim Majority Countries: The Islamic Movement in Israel as a Test Case (Tel Aviv: Moshe Dayan Center, 2013), 23-29.
- Can Muslims Befriend Non-Muslims? Debating al-Wala’ wal-Bara’ in Theory and Practice, Islam and Christian-Muslim Relations, 25:1 (Januar 2014), pp. 67-88.
- A Religious Law for Muslims in the West: The European Council for Fatwa and Research and the Evolution of Fiqh al-Aqalliyyat al-Muslima, in Roberto Tottoli (Hrsg.), Routledge Handbook of Islam in the West (London: Routledge, 2014), pp. 365-377. Mit Qadi Iyad Zahalka.
- The Post-Modern Reconstitution of Islamic Memory: The Case of Yusuf al-Qaradawi and the Virtual umma, in Itzchak Weisman, Mark Sedgwick und Ulrika Martensson (Hrsg.) Islam and the Cultural Politics of Globalization (London: Ashgate, 2014), pp. 163-184.
- The Lesser of Two Evils: Islamic Law and the Emergence of a Broad Agreement on Muslim Participation in Western Political Systems, Contemporary Islam, 8:3 (September 2014), pp. 239-259.
- The Evolution of Darwin to a ‘Unique Christian Species’ in Modernist-Apologetic Arab-Islamic Thought, Islam and Christian-Muslim Relations, 26:1 (Januar 2015), pp. 17-32.
- Theology of Migration: Towards a Comparative Conceptualization, The Journal of Levantine Studies, 4:2 (Winter 2014), pp. 9-38. Mit Galia Sabar et al.
- Zionism as Told By Rashid Rida, The Journal of Israeli History, 34:1 (Januar 2015), 23-44.
- The Muslim Brothers' Conception of Armed Insurrection against an Unjust Regime, Middle Eastern Studies, 51:4 (Juli 2015), pp. 610-617.
- Ramadan in Iceland: A Tale of Two Mosques, Islam and Christian–Muslim Relations (März 2016), pp. 1-21.
- Muslims are the New Jews' in the West: Reflections on Contemporary Parallelisms, Journal of Muslim Minority Affairs, 36:1 (März 2016), pp. 1-15'.
- Global Media and the Emergence of 'Lonely Sojourners' and 'Passive Transnationals', in Kei Martin und Lucia Kraemer (Hrsg.), Post-Colonial Studies Meets Media Studies: A Critical Encounter (Bielefeld: Transcript Verlag, 2016), pp. 85-102.
- Raising Salafi Children in the West, Islam and Christian-Muslim Relations, 28:3 (2017), pp. 333-354.
- For Whom the Bell Tolls? Contesting Adhans in Majority non-Muslim Societies, Journal of Muslim Minority Affairs, 36:4 (2017), pp. 447-464. Mit Fabian Spengler.
- Embattled Minority in-Between Minorities: Analysis of British and German Salafi anti-Jihadi Campaigns, Journal of Arabic and Islamic Studies, 17 (2017), pp. 187-203.
- Does the European Council for Fatwa and Research Matter? The Case of Muslims in Dortmund, Germany, Journal of Politics, Religion and Ideology, 18:4 (2017), pp. 363-382. Mit Fabian Spengler.
- The Failures of the Israeli-Palestinian Peace Process: Balance and Imbalance, The Journal for Interdisciplinary Middle Eastern Studies, 1:2 (Frühjahr 2018), pp. 5-24.
- Europe, the New Abyssinia: On the Role of the First Hijra in Fiqh al-Aqalliyyat al-Muslima Discourse, Islam and Christian-Muslim Relations, 29:3 (2018), pp. 371-391.
- 'There's Shari‘a and there's Life: a Field Study on the Diffusion, Acceptance and Rejection of Fiqh al-Aqalliyyat al-Muslima at Reykjavik's Grand Mosque, Journal of Muslim Minority Affairs, 38:3 (2018), pp. 338-359. Mit Fabian Spengler.
- Can the Metaphysical be Rationally Proven? Islamic Modernism Revisited, in Gert Melville und Carlos Ruta (Hrsg.), Experiencing the Beyond (Berlin: De Gruyter, 2018), pp. 229-242.
- Being a Muslim Football Player in Europe, Soccer and Society, 20:2 (2019), pp. 271-287.
- A Fatwa and Its Dialectics: Contextualizing the Permissibility of Mortgages in Stockholm, Journal of Muslims in Europe, 8:3 (Mai 2019), pp. 335-358.
- How Radical is Birmingham’s Salafi Mosque?, Democracy and Security, 17:1 (January 2021), pp. 80-107. Mit Fabian Spengler.

## Belletristik
- Der tote Mann (Keter, 2013): Ein philosophischer Roman, welcher in Israel Bestsellerstatus erreicht hat. Der Protagonist, Barak Lavie, ist Anwalt und scheiternder Geschäftsmann, dessen Ehe zerbricht. Er kommt von einer Geschäftsreise in England zurück nach Tel Aviv und stellt fest, dass er tot ist. Sein surrealer Kampf ums Überleben in den verschneiten Straßen seiner Heimatstadt gibt ihm die Möglichkeit, sich selbst neu zu erfinden. Die Novelle erhielt positive Kritiken.
- Fleisch (Jediʿot Acharonot, 2019): Das Buch enthält zwei Romane. Der erste, Fleisch, spielt im Israel des späten 21. Jahrhunderts. Das Schlachten von Tieren wurde verboten. Eine Großmutter und ihre Enkelin besuchen eine geheime, fleischfressende Gesellschaft. Dort nimmt ihre Reise eine tragische Wendung. Der zweite Roman, Der perfekte Mord, erzählt von einem Geschäftsmann, der von seinem Job als Marketing Direktor entlassen wird und daraufhin die ultimative Rache an seinem früheren, extravaganten Boss plant. Das Buch erhielt ebenfalls positive Kritiken und führte zu einer öffentlichen Debatte über die Zukunft der Vegetarierbewegung.
- Veronika (Pardes, 201): Der Protagonist ist Omri Cohen, Sohn eines Mossad-Agenten, der in Deutschland aufgewachsen ist. Cohen reist nach Frankfurt, nachdem er einen Brief von seiner Jugendliebe erhalten hat, die plötzlich aus seinem Leben verschwunden ist. Sie verspricht ihm ein großes Unrecht wieder gut zu machen und er hat keine Ahnung, wovon sie spricht.

## Kinderbücher
Shavit hat sechs Kinderbücher geschrieben: Memory (2002), Danny und Krembo (2007), Der Junge, der Gedanken lesen kann (2010), Ein Akt der Magie (2012), Der dritte Wunsch (2017) und Meine Oma, die Hexe (2020). Drei der Bücher, welche bei HaKibbutz HaMeuhad veröffentlicht wurden, hat das israelische Schulministerium für die jährliche Bücherparade ausgewählt.

## Ratgeber
Shavit hat einen Ratgeber für Studenten geschrieben, in dem er Tipps zum Schreiben von Prüfungen und Hausarbeiten gibt, erklärt, wie man Bücher in der Bibliothek findet und wie man die besten Kurse wählt. Außerdem enthält das Buch eine Anleitung zum Schreiben von Lebensläufen, dem Auftreten in Vorstellungsgesprächen und dem Abschließen von Mietverträgen. Seit seiner Veröffentlichung wurde das Handbuch ca. 20.000 Mal verkauft.